# Желанов Михайло Володимирович
Михайло Володимирович Желанов (нар. 24 липня 1964, Потсдам, НДР) — радянський та російський футболіст, нападник, згодом — футбольний функціонер.

## Кар'єра гравця

### Ранні роки та «Торпедо»
Народився 24 липня 1964 року в Потсдамі, Східна Німеччина. Вихованець московських СДЮШОР-2 Люблинського РОНО та «Торпедо». З 1981 року почав залучатися до тренувань першої команди столичного «Торпедо». Дебютував у вищій лізі чемпіонату СРСР 20 серпня 1983 року в нічийному (1:1) виїзному поєдинку 26-го туру проти мінського «Динамо». Михайло вийшов на поле на 61-ій хвилині, замінивши Анатолія Соловйова. Наступної появи в складі головної команди торпедівців Желанову довелося чекати майже 2 роки. 14 серпня 1985 року на 94-ій хвилині переможного (3:2) виїзного поєдинку 1/16 фіналу кубку СРСР проти ташкентського «Пахтакора» Михайло замінив Олександра Дозморова. Більше за головну команду москвичів Желанов не виступав. В осовному гравець виступав за команду дублерів, за яку в 1982 році відзначився дебютним голом. Загалом з 1983 по 1986 році в першості дублерів зіграв 80 матчів, в яких відзначився 14-ма голами.

### «Ністру», «Спорт» та «Зірка»
У 1986 році перейшов до кишинівського «Ністру», яке на той час виступало в Першій лізі. У складі молдовської команди був гравцем групи основи, зіграв у 18-ти матчах чемпіонату.
У 1987 році виїхав до Естонії, де став гравцем друголігового талліннського клубу «Спорт», кольори якого захищав до 1988 року. За цей час зіграв у 32-ох матчах (5 голів) чемпіонату. У 1987 році також виступав в аматорському талліннському клубі «Зірка».

### ЦСКА та «Металіст»
У 1988 році перейшов до московського ЦСКА, але через величезну конкуренцію в першій команді так і не зіграв жодного офіційного поєдинку. Тому був переведений до фарм-клубу московських армійців, ЦСКА-2, яке виступало в Другій лізі радянського чемпіонату. У другій команді армійців одразу ж став гравцем основи, за підсумки сезону зіграв 25 матчів у чемпіонаті, в яких відзначився 5-ма голами. У 1989 році вирішив спробувати свої сили в харківському «Металісті», який на той час виступав у Вищій лізі. Але в результаті повторилася історія з ЦСКА: жодного офіційного матчу за першість команди, а оскільки харків'яни не мали професіонального фарм-клубу, Михайло був змушений виступати за молодіжну команду «Металіста» в першості дублерів (15 зіграних матчів).

### «Хімік» та «Нива»
У 1991 році Желанов переходить до складу дзержинського «Хіміка» з Другої нижчої ліги чемпіонату СРСР. В складі дзержинського клубу зіграв 8 матчів та відзначився 2-ма голами. Того ж року знову переїздить до України, де цього разу стає гравцем вінницької «Ниви», яка виступала в Другій лізі чемпіонату СРСР. У складі «Ниви» зіграв 13 матчів чемпіонату.

### Вояж до Польщі та повернення в Росію
По завершенні сезону 1991/92 років виїхав до Польщі, де став гравцем нижчолігового клубу «Бохня».
Згодом повернувся до Росії. У 1995 році став гравцем друголігового «Орєхово» (Орєхово-Зуєве) (24 матчі чемпіонату та 1 поєдинок у кубку Росії). Наступний рік захищав кольори іншого друголігового клубу, «УралАЗ» (Міас) (28 матчів/2 голи в чемпіонаті та 3 поєдинки в кубку Росії). Того ж року завершив кар'єру футболіста.

## Кар'єра тренера та футбольного функціонера
З березня по жовтень 1997 року працював тренером у молодіжній академії «Торпедо-ЗІЛа». У 1999 році був тренером молодіжного складу ЦСКА. З лютого 2000 по 2002 рік працював адміністратором у головній команді клубу. З лютого по серпень 2003 року був адміністратором клубу «Уралан». З 1 січня 2009 року по 30 червня 2013 року працював генеральним менедером у московському «Спартаку».

## Кар'єра футбольного рефері
Мав нетривалу суддівську кар'єру. Провів 2 поєдинки (по одному як основний арбітр та лайнсмен). 